# Agesipolis (zoon van Cleombrotus)
Agesipolis (Oudgrieks: Ἀγησίπολις) was de oudste zoon van de Spartaanse koning Cleombrotus II en diens vrouw Cheilonis, de dochter van koning Leonidas II. Hij stamde uit het huis van de Agiaden. Normaal gezien was hij de troonopvolger, toen zijn oom Cleomenes III verbannen werd, maar hij stierf toen onder onduidelijke omstandigheden. Zijn zoon, Agesipolis III, nam de troon over in plaats van zijn overleden vader. Agesipolis III was de 31e en laatste koning van de Agiaden. Aangezien die nog minderjarig was, werd Agesipolis’ broer Cleomenes zijn voogd, en ook regent van Sparta.